# Oude voorouderlijke Zuid-Indiërs

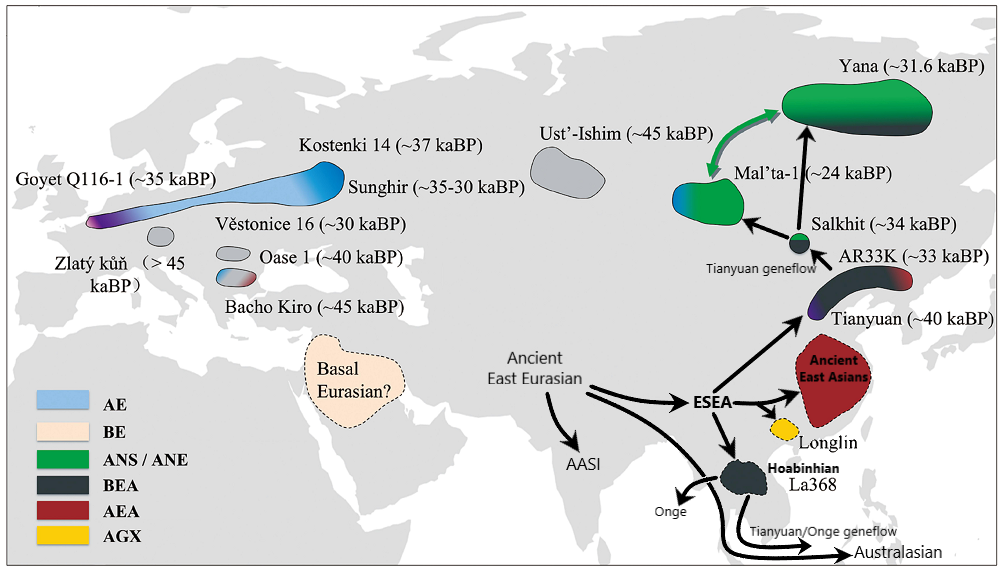
Positie van de oude voorouderlijke Zuid-Indiërs (AASI) in relatie tot de vroege Zuidoost-Aziaten (ESEA)

De oude voorouderlijke Zuid-Indiërs (Ancient Ancestral South Indians, AASI) is een voorgesteld archeogenetisch component waarvan wordt verondersteld dat deze de voorouders vertegenwoordigt van de eerste jagers-verzamelaars en volkeren van het Indiase subcontinent, een van de drie sterk vertakte Oost-Aziatische afstammingslijnen (samen met Ancestral Australasian (AA) en Early South East Asian (ESEA). Deze Zuid-Aziatische jager-verzamelaarsafstamming is voornamelijk te vinden in het huidige Zuid-India en Zuid-Azië.
De genetische samenstelling van moderne Zuid-Aziaten kan worden beschreven als een combinatie van West-Euraziatische voorouders met uiteenlopende Oost-Euraziatische voorouders. Deze laatste omvatten voornamelijk een voorgestelde inheemse Zuid-Aziatische component, de zogenaamde oude voorouderlijke Zuid-Indiërs, die in de verte verwant was aan de huidige Andamanezen, evenals aan  moderne Oost-Aziaten en Australische Aborigines, met aanvullende, regionaal variabele Oost/Zuidoost-Aziatische componenten. 
De voorgestelde AASI-afkomst staat het dichtst bij het niet-West-Euraziatische deel gevonden bij Zuid-Aziatische monsters, met name die van de Irula, en wordt in wisselende mate aangetroffen in alle Zuid-Aziatische etnische groepen. 
De voorgestelde AASI-lijn vormde zich rond 40.000 jaar v.Chr. Er werd vastgesteld dat de AASI-lijn verschilde van West-Euraziatische groepen en een nauwere genetische verwantschap heeft met de oude Oost-Euraziaten (voorouders van de Andamanese Onge of Oost-Aziatische volkeren), waarvan wordt aangenomen dat ze zich ongeveer 48.000 jaar geleden van oude West-Euraziatische volkeren heeft afgesplitst, waarschijnlijk op het Hoogland van Iran. Op basis hiervan werd afgeleid dat de AASI-lijn zich afsplitste van andere Oost-Euraziatische volkeren, zoals de Zuidoost-Aziatische of Oost-Aziatische volkeren en Australasiërs, tijdens hun verspreiding via de zuidelijke route.
De Andamanezen behoren tot de aan de AASI-component relatief nauwst verwante moderne bevolkingsgroepen, en worden daarom gebruikt als een onvolmaakte proxy daarvoor. Sommige wetenschappers (Yelmen et al. 2019) merken echter op dat beide sterk van elkaar verschillen, en stellen dat de AASI-afkomst het dichtst ligt bij het niet-West-Euraziatische deel, de zogenoemde S-component, geëxtraheerd uit Zuid-Aziatische monsters, met name die van de Irula. Shinde et al. In 2019 merkte op dat zowel de Onge als Oost-Siberische groepen gebruikt konden worden als proxy voor de niet-West-Euraziatische component in de "qpAdm"-mengselmodellering van een aan de Indusbeschaving verwant individu (gelabeld "I6113"), omdat beide populaties dezelfde fylogenetische relatie hadden met de niet-West-Euraziatische component van I6113, waarschijnlijk als gevolg van een gedeelde voorouder die ver in de tijd lag. 
Een West-Euraziatische afkomst, nauw verwant aan de Iraanse jagers-verzamelaars, vormde in combinatie met een wisselende mate van AASI-voorouders, rond 5400-3700 v.Chr., de Indusperiferie-cline, die het belangrijkste voorouderlijke erfgoed vormde van de meeste moderne Zuid-Aziatische groepen. De Indusperiferie vermengde zich rond het 2e millennium v.Chr. met een andere West-Euraziatische golf, de westelijke steppeherders, om de voorouderlijke Noord-Indiërs te vormen (Ancestral North Indians, ANI). Tegelijkertijd droegen ze bij aan de vorming van de voorouderlijke Zuid-Indiërs (ASI) door vermenging met jagers-verzamelaars met een hoger percentage AASI-gerelateerde voorouders. 